# Henri Houdouin
Henri Houdouin est un homme politique français né le 19 janvier 1937 à Bonchamp-lès-Laval (Mayenne) et mort le 9 juin 2015 à Laval.

## Biographie
Suppléant de François d'Aubert de 1978 à 2007 (avec une pause lors du scrutin proportionnel de 86 à 88), il est député à deux reprises quand son titulaire est au gouvernement. Il siège une première fois du 16 juin 1995 au 21 avril 1997, puis du 1er mai 2004 2004 au 17 juin 2007.
Il est également maire de Bonchamp-lès-Laval de 1973 à 2008 et a été conseiller général de 1994 à 2004. Le meneur de l'opposition municipale, Michel Ferron, lui succède à ce dernier poste lors d'une cantonale partielle en septembre 2004.